# لومه‌دالن
لوممدالن (به لاتین: Lommedalen) یک منطقهٔ مسکونی و جنگل در نروژ است که در بروم، نروژ واقع شده‌است. لوممدالن ۳٬۰۰۰ نفر جمعیت دارد.